# Joop Zoetemelk

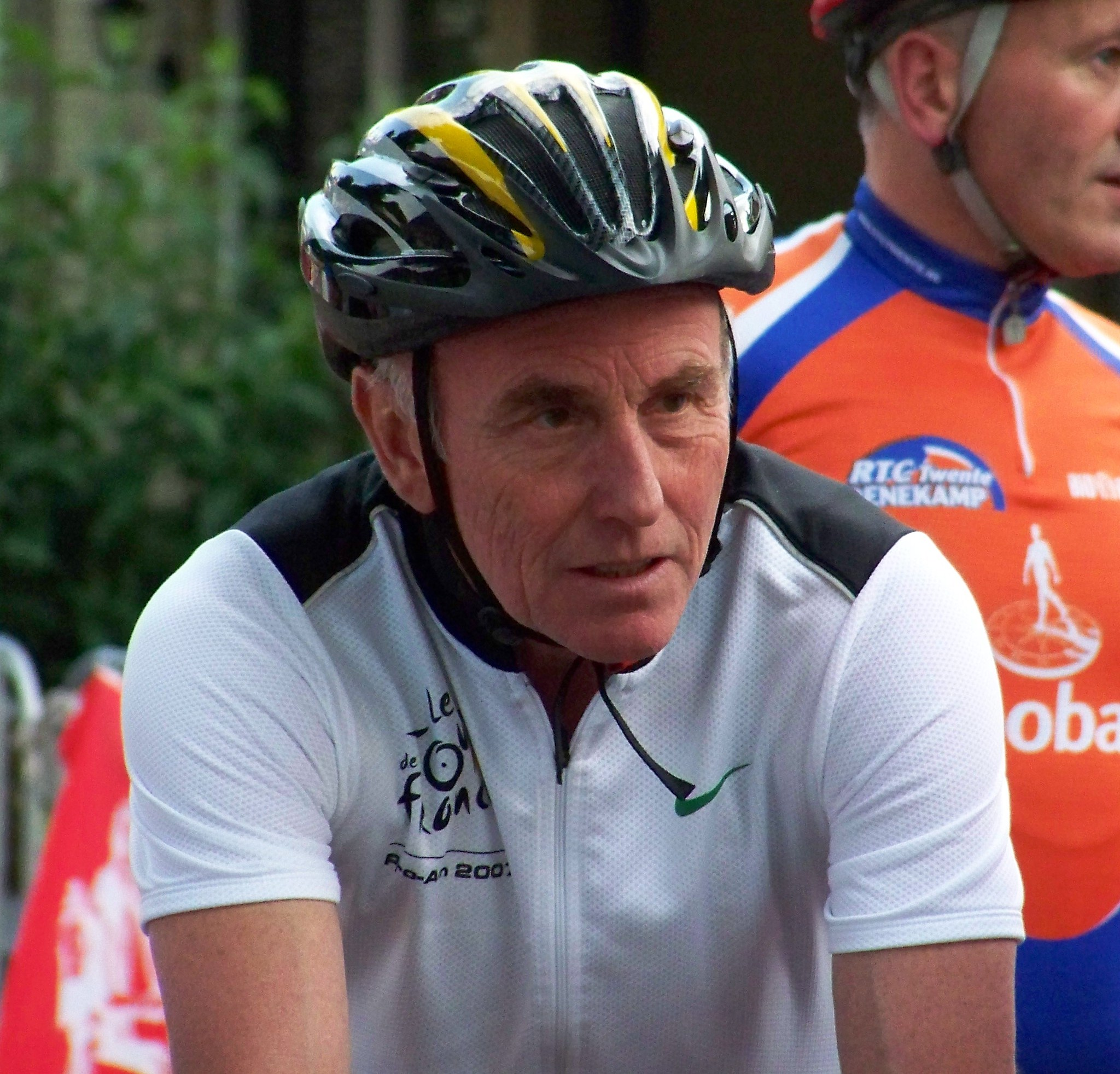
Joop Zoetemelk (2008)

Joop Zoetemelk (* 3. Dezember 1946 in Den Haag; vollständig Hendrik Gerardus Joseph Zoetemelk) ist einer der erfolgreichsten niederländischen Radrennfahrer. Er gewann die Tour de France 1980 und wurde von 1970 bis 1982 sechsmal Zweiter; außerdem wurde er Straßenweltmeister 1985. Zoetemelk wurde mehrmals positiv auf Doping getestet.

## Karriere
Zoetemelk, der in Rijpwetering in der Gemeinde Alkemade in der Nähe von Leiden aufwuchs, wurde 1968 Goldmedaillengewinner im Mannschaftszeitfahren bei den Olympischen Spielen in Mexiko-Stadt. Zum Radsport kam er, als ihn ein Schulfreund zum Training im Leidener Radsportverein mitnahm. Zuvor war er im Eisschnelllauf aktiv. Schon 1967 sollte der Höhepunkt seiner Laufbahn als Amateur werden, als die UCI-Straßen-Weltmeisterschaften in seiner Heimat stattfanden. Doch weder im Straßenrennen noch im Mannschaftszeitfahren konnte er sich auf einem vorderen Rang platzieren.
Er begann seine Profikarriere 1970 und erreichte schon im selben Jahr den zweiten Platz bei der Tour de France 1970. Es sollten neben seinem Sieg von 1980 insgesamt sechs zweite Gesamtplatzierungen beim bedeutendsten Radrennen der Welt werden (1970, 1971, 1976, 1978, 1979, 1982). Insgesamt startete er dort 16 Mal und erreichte immer das Ziel in Paris. Zoetemelk trug an 22 Tagen das Gelbe Trikot und gewann insgesamt zehn Etappen. Dass er nicht mehr als einen Toursieg erreichte, lag nicht zuletzt an den zwei übermächtigen Konkurrenten Eddy Merckx und Bernard Hinault, die bei fünf seiner sechs zweiten Plätze siegten. 
Neben der Tour de France konnte er auch die Vuelta a España 1979 gewinnen. Aber nicht nur die großen Rundfahrten, auch bei kürzeren Etappenrennen und den Klassikern hatte er einige Erfolge. So gewann Zoetemelk Paris–Nizza (1974, 1975, 1979), die Tour de Romandie (1974), Tirreno–Adriatico (1985), Paris–Tours (1977, 1979) und das Amstel Gold Race (1987). Das Einzelzeitfahren Gran Premio di Lugano gewann er 1978. Im Alter von 38 Jahren gewann er die Weltmeisterschaft 1985.
Zoetemelk wurde 1977, 1979 und 1983 bei der Tour de France positiv auf Dopingmittel getestet, was nach damaliger Praxis mit einer Zeitstrafe, nicht aber Disqualifikation geahndet wurde, und bekannte 1983, bei der jährlichen Vorbereitung Nandrolon verwendet zu haben.

## Berufliches
Joop Zoetemelk absolvierte eine Ausbildung zum Zimmerer und Maurer.